# La Trappe (bier)

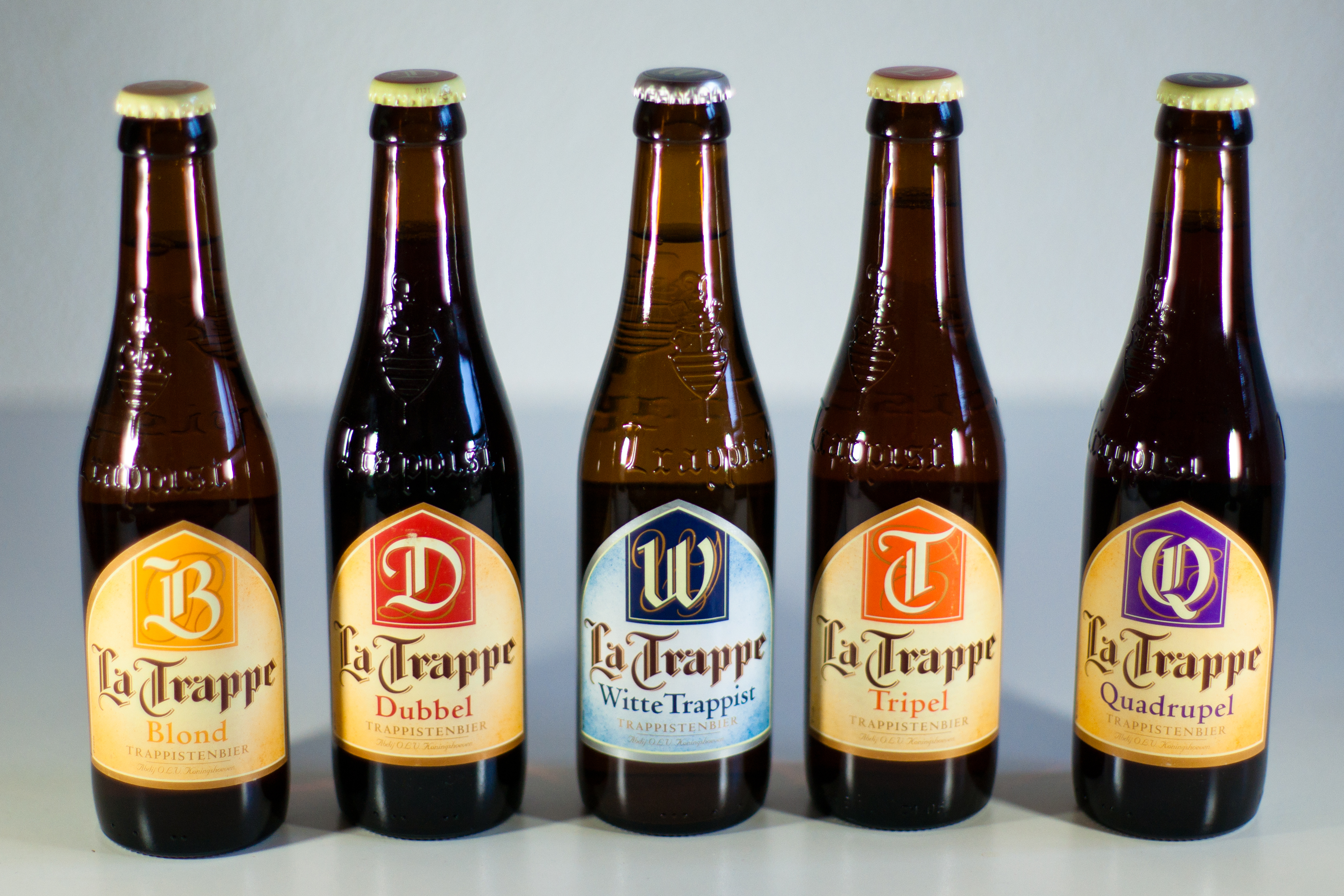
Vijf bieren uit het assortiment: Blond, Dubbel, Witte Trappist, Tripel, Quadrupel

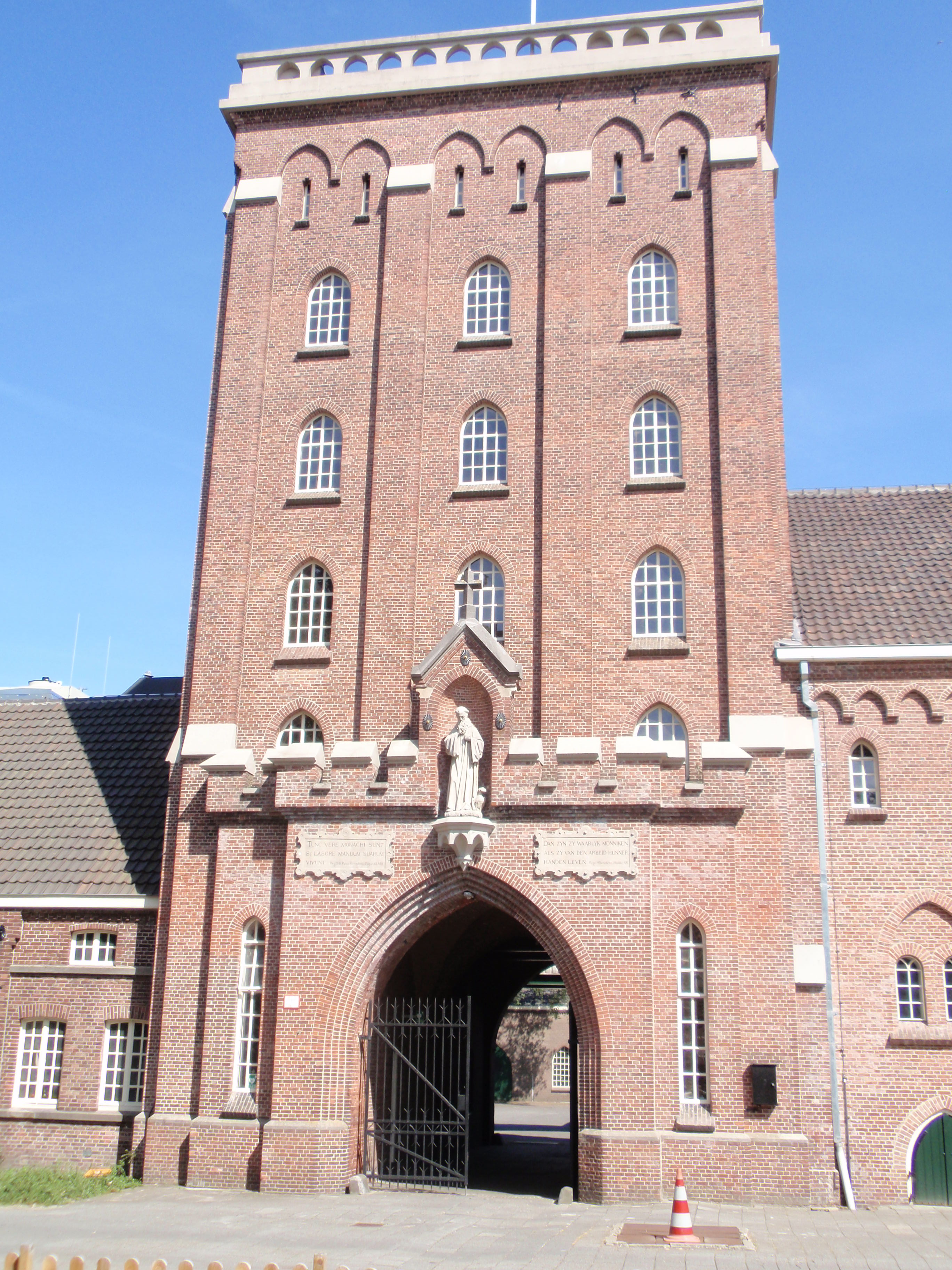
Ingang van het brouwerijterrein bij het Trappistenklooster in Berkel-Enschot

La Trappe is een Nederlands trappistenbier. Het wordt gebrouwen door brouwerij De Koningshoeven van de abdij "Onze Lieve Vrouw van Koningshoeven" in Berkel-Enschot nabij Tilburg in Noord-Brabant. De brouwerij heette vroeger De Schaapskooi. De naam La Trappe is afkomstig van het Franse klooster "La Trappe", de bakermat van de orde der trappisten.

## Geschiedenis
In een schaapskooi die werd verbouwd tot tijdelijk klooster werd op 5 maart 1881 voor de eerste keer een Heilige Mis opgedragen. Deze datum wordt als stichtingsdatum van de abdij gezien.
De bewoners van het klooster leefden aanvankelijk van landbouw en veeteelt, maar omdat de inkomstenbronnen op den duur onvoldoende waren om de snelle groei van de congregatie te financieren, werd naar een alternatief gezocht. Omdat een van de paters, Broeder Isidorus, de zoon van een Duitse bierbrouwer, het vak van zijn vader had geleerd, werd in 1884 besloten om te beginnen met de productie van bier. Sindsdien was het brouwen van bier het dagelijks werk van een aantal Trappisten. De brouwerij werd Bierbrouwerij De Schaapskooi genoemd en het bier dat werd gebrouwen Trappistenbier.
Met de opbrengst van het bier werd in 1891 begonnen met de bouw van een nieuwe brouwerij.
In 1936 ging de brouwerij zelf bottelen en werd begonnen met het pasteuriseren.
De hierop volgende jaren groeide de Schaapskooi uit tot een middelgrote brouwerij, die tussen  1969 en 1980 een samenwerkingsverband had met de Belgische Brouwerij Artois (voorloper van het huidige AB InBev).
Nadat de samenwerking met Stella Artois ophield, werd de brouwerij omgedoopt tot Bierbrouwerij de Koningshoeven onder leiding van de paters. Voor de distributie van hun productie - enkel flessenbier (La Trappe en Trappistenbier) - zocht men samenwerking met een landelijke brouwer. In 1983 werd de Verenigde Bierbrouwerijen Breda-Rotterdam partner. Er vond een modernisering plaats, die in 1989 werd afgerond.
In 1999 werd er opnieuw een samenwerking aangegaan, dit keer met Bavaria, het huidige Royal Swinkels uit Lieshout, en kwam er een nieuwe bottelarij.
Toen het bezoekersaantal groeide, werd in 2008 een nieuw Proeflokaal gebouwd.
In 2009 werd, ter gelegenheid van het 125-jarig bestaan van de bierbrouwerij, een jubileumbier uitgebracht: La Trappe Isid'or. Dit bier was speciaal met lokaal geteelde hop gebrouwen. Een gedeelte van de opbrengst van het jubileumbier gaat naar goede doelen, waaronder een zusterklooster in Oeganda.
Op 19 januari 2010 werd bekend dat La Trappe Isid'or, vanwege de grote populariteit, vast in het assortiment van La Trappe is opgenomen.
Een biologisch gebrouwen variant werd geïntroduceerd in 2010 onder de naam La Trappe Puur. Een biologisch trappistenbier met een vaste schuimkraag. Lichtblond, fris-hoppig en met een droge en licht moutige smaak.
Hoewel de directe betrokkenheid van de Trappisten bij het brouwproces in de loop der tijd is afgenomen, en steeds meer personeel van buiten werd aangetrokken, is de brouwerij, merk en receptuur eigendom van de abdij. De brouwerij maakte oorspronkelijk ondergistend bier en wist daarmee in de regio een groot marktaandeel te verwerven, o.a. door middel van een aantal eigen cafés. Bovendien werd bier gebrouwen in opdracht van anderen, onder meer voor supermarktketen Spar. Dit was bovengistend bier, dat aanvankelijk in zeer kleine hoeveelheden werd gemaakt. Sinds 1980, toen de brouwerij zich los had gemaakt van Stella Artois, wordt alleen nog bovengistend bier gebrouwen en is La Trappe het belangrijkste merk van de brouwerij.

## Status
Hoewel de Abdij Koningshoeven een van de initiatiefnemers van het logo Authentic Trappist Product was, werd dit logo vanaf 1999 een tijd lang niet gevoerd. Reden hiervoor was dat er door een samenwerking van de brouwerij met het (commerciële) Royal Swinkels-concern volgens de Internationale Vereniging Trappist te veel onduidelijkheid over de authenticiteit van de bieren was ontstaan. De brouwerij bleef de bieren echter steeds trappistenbier noemen. In 2005 werd de overeenkomst met Royal Swinkels aangepast en sindsdien wordt het logo weer gevoerd.
Het ATP label verleend door de Internationale Vereniging Trappist garandeert de herkomst van trappistenproducten volgens de volgende criteria:
• productie vindt plaats binnen de muren van een trappistenabdij
• onder toezicht en verantwoordelijkheid van monniken
• en een gedeelte van de opbrengst gaat naar goede doelen

## Onderscheidingen
Overzicht van onderscheidingen vanaf 2014:

### 2014
- European Beer Star
  - La Trappe Dubbel: Goud, categorie Belgian-Style Dubbel
  - La Trappe Witte Trappist: Zilver, categorie Belgian-Style Witbier
- Lekkerste Bockbier van Nederland;
  - La Trappe Bockbier: Goud, categorie standaard Bockbier 2014

### 2015
- European Beer Star
  - La Trappe Blond: Zilver, categorie Belgian-Style Blond
  - La Trappe Dubbel: Brons, categorie Belgian-Style Dubbel

### 2016
- World Beer Cup
  - La Trappe Blond: Goud, categorie Belgian-Style Blond
- European Beer Star
  - La Trappe Blond: Goud, categorie Belgian-Style Blond
- Dutch Beer Challenge
  - La Trappe Dubbel: Zilver, categorie Licht Donker
  - La Trappe Witte Trappist: Zilver, categorie Witbier

### 2017
- European Beer Star
  - La Trappe Dubbel: Goud, categorie Belgian-Style Dubbel
- Lekkerste Bockbier van Nederland
  - La Trappe Bockbier: Zilver, categorie standaard Bockbier 2017

### 2018
- European Beer Star
  - La Trappe Blond: Goud, categorie Belgian-Style Blond
  - La Trappe Dubbel: Goud, categorie Belgian-Style Dubbel
  - La Trappe Tripel: Goud, categorie Belgian-Style Tripel
  - La Trappe Quadrupel: Goud, categorie Ultra Strong Beer
- Dutch Beer Challenge
  - La Trappe Witte Trappist: Goud, categorie Weizen
  - La Trappe Isid’or: Brons, categorie Licht Donker
  - La Trappe Tripel: Brons, categorie Zwaar Blond
- Beste Bockbier van Nederland
  - La Trappe Bockbier: Brons, categorie Bockbier
- Brussels Beer Challenge
  - La Trappe Blond: Goud, categorie Abdij/Trappist-Style Blond

### 2019
- Dutch Beer Challenge
  - La Trappe Blond: Goud, categorie Belgian-Style Blond
  - La Trappe Tripel: Goud, categorie Belgian-Style Tripel
  - La Trappe Quadrupel: Brons, categorie Gerstewijn
  - La Trappe Witte Trappist: Brons, categorie Weizen
  - La Trappe Tripel verkozen tot ‘Beste Bier van Nederland’
- Meiniger’s Craft Beer Awards 2019
  - La Trappe Dubbel: Platina, categorie Dubble
  - La Trappe Quadrupel: Platina, categorie Dark Strong Ale
  - La Trappe Tripel: Goud, categorie Tripel
  - La Trappe Blond: Zilver, categorie Blond Ale
- European Beer Star 2019
  - La Trappe Dubbel: Zilver, categorie Belgian Style Dubbel
  - La Trappe Blond: Brons, categorie Belgian-Style Blond Ale
- Brussels Beer Challenge 2019
  - La Trappe Dubbel: Zilver, categorie Abbey/Trappist Style Dubbel

## Assortiment

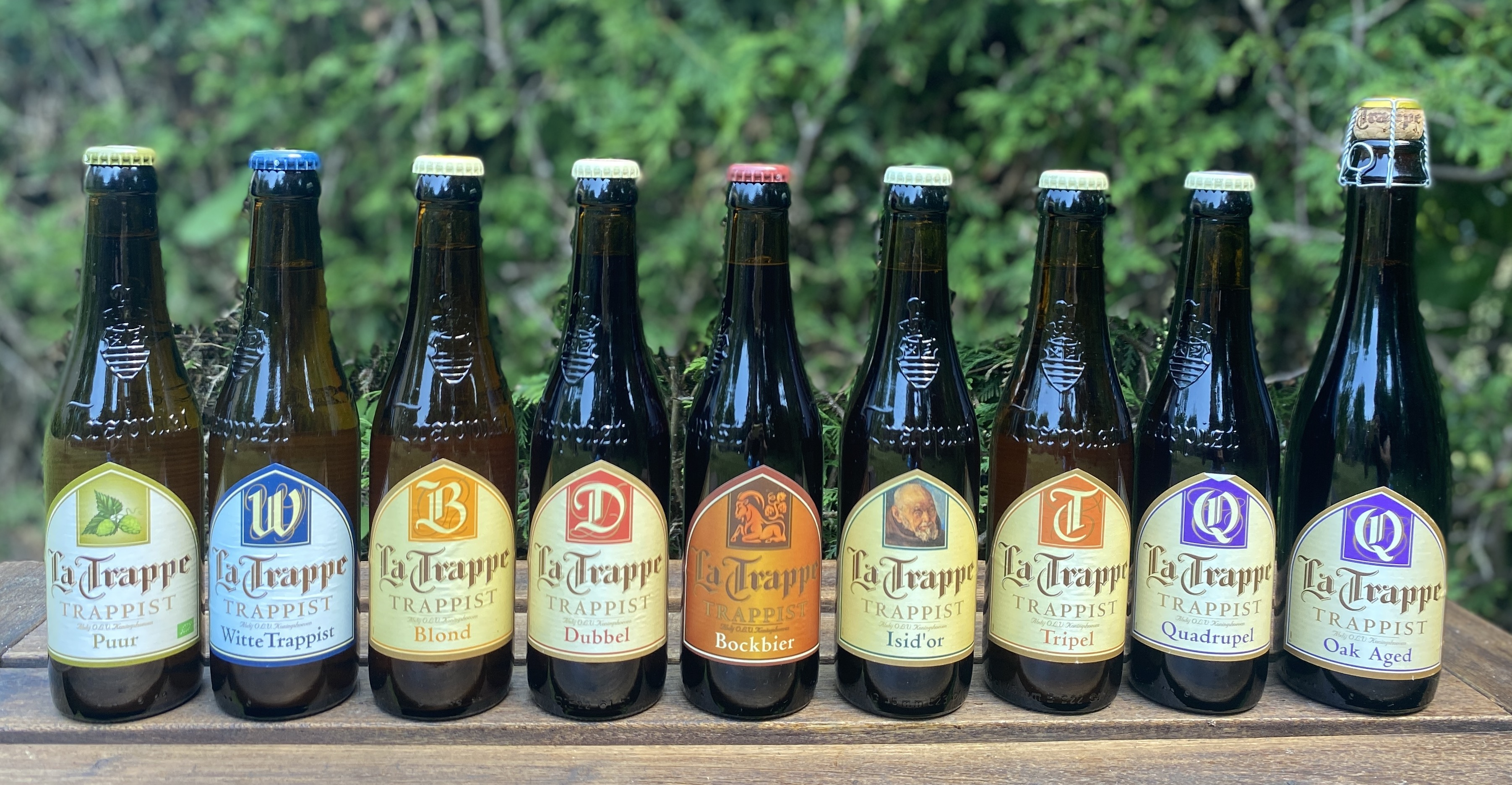
Assortiment La Trappe

Anno 2019 bestaat het assortiment gebrouwen bieren uit (met hierbij een omschrijving die gehanteerd wordt door La Trappe):
- La Trappe Puur (Biologisch - 4,7% alc. vol.)

Biologisch trappistenbier met een vaste schuimkraag. Lichtblond, fris-hoppig en met een droge en licht moutige smaak.
- La Trappe Witte Trappist (5,5% alc.vol.)

Het enige trappistenwitbier ter wereld. Lichtblond, troebel en met een stevige, vaste schuimkraag. Zacht moutig, licht zurig en prikkelend door het koolzuurgehalte.
- La Trappe Blond (6,5% alc.vol.)

Goudgeel trappistenbier met een witte schuimkraag. Een bier met een licht zoete, zacht bittere en moutige smaak.
- La Trappe Dubbel (7,0% alc.vol.)

Klassiek donkerbruin trappistenbier met een ivoorkleurige schuimkraag. Een vol moutige en karamelzoete smaak met een subtiele, zoete invloed van dadel, honing en gedroogd fruit.
- La Trappe Bockbier (7,0% alc.vol.)

Het enige trappistenbockbier ter wereld. Kastanjekleurig met een beige schuimkraag.
- La Trappe Isid'or (7,5% alc.vol.)

Amberkleurig trappistenbier met een gebroken witte schuimkraag.
- La Trappe Tripel (8,0% alc.vol.)

Klassiek, krachtig trappistenbier. Goudblond met een witte schuimkraag. Met een kandijzoet en licht moutig karakter.
- La Trappe Quadrupel (10% alc.vol.)

Trappistenbier en naamgever van deze bierstijl. Amberkleurig met een crèmekleurige schuimkraag. De smaak is moutig met zoete tonen van dadel en karamel.
- La Trappe Quadrupel Oak Aged (11% alc.vol.)

De smaak is afhankelijk van het type vat waarin het bier gerijpt heeft en is daardoor per batch verschillend.
- La Trappe Nillis (0,0% alc.vol.)

Eerste alcoholvrije trappistenbier in de wereld.  Donker en amberkleurig met een gebroken witte schuimkraag. De smaak heeft een aangename bitterheid en een ronde moutige, karamelzoete afdronk. De naam ‘Nillis’ verwijst naar het Latijnse Nihil (niets), Nullus (geen enkel) en de rivier de Nijl.
- La Trappe Epos (0,0% alc.vol.)